# Казумичи Такаги
Казумичи Такаги (на японски: 高木 和道) е японски футболист.

## Национален отбор
Записал е и 5 мача за националния отбор на Япония.
| Япония | Япония | Япония |
| Година | Мачове | Голове |
| ------ | ------ | ------ |
| 2008   | 3      | 0      |
| 2009   | 2      | 0      |
| Общо   | 5      | 0      |